# دولانز بی، نیو ساوت ولز
دولانز بی (به انگلیسی: Dolans Bay) یک حومه شهر در استرالیا است که در نیو ساوت ولز واقع شده‌است.